# Titónia
Az őszirózsafélék (Asteraceae) családjába tartozó titónia vagy napranéző (Tithonia) nemzetségnek 10 faja őshonos Mexikóban és Közép-Amerikában. Virágaik sárga, narancs vagy vörös színben pompáznak. A Tithonia nevét a legendás trójai Tithónoszról kapta. A görög mitológia szerint Trója egykori királya szeretője, Eos (Aurora rom.) kérésére Zeusztól örök életet kapott, de örök fiatalságot nem. Végül tücsökké változott. Tithonius könnyei harmatként öntözték a földet, mikor fiát Akhilleusz megölte a trójai háborúban. A harmattal öntözött földből virágok nőttek.
A pompás titónia (Tithonia rotundifolia) kb. másfél méter magasra növő egynyári, narancsszínű szirmokkal, a méhek és pillangók kedvence. Vannak törpe változatok is. Fűrészelt szélű, háromkaréjú levelei enyhén lefelé görbülnek. Narancs színű vagy sárga virágai a rézvirághoz (Zinnia), dáliához (Dahlia) hasonlítanak, átmérőjük kb. 7,5 cm. Virágzatukban 11-13 nyelves virág vesz körbe kb. 200-300 tubusos virágot.